# Reparación simbólica
Tanto en los países que se aplica la justicia restaurativa como en los que se aplica la justicia transicional a delincuentes que, por causa de conflictos armados o transiciones políticas abruptas causan daño a la población, se deben prever mecanismos mediante los cuales estos actores se vean obligados a reparar los daños causados.
Es decir que lo que se busca es principalmente "proteger cabalmente los derechos de las víctimas de tales crímenes a la justicia, la verdad y la reparación". Esto, en países como Colombia, se funda en perdones "responsabilizantes", es decir en el establecimiento de una comisión de verdad (Ley 975 de Justicia y paz) en la cual los responsables de los crímenes confiesen y de esta forma al reparar los daños causados a sus víctimas se les pueda otorgar perdón. Sin embargo, muchas veces es el Estado quien tiene que reparar esos daños.
Las reparaciones que se les da a las víctimas son principalmente de dos tipos: Reales y Simbólicas. Las primeras son las materiales o de tipo económico y se limitan simplemente a la mera entrega de bienes, muchas veces de carácter ilícito.
Por otro lado, se entiende por reparación simbólica toda prestación realizada a favor de las víctimas o de la comunidad en general que tienda a asegurar la preservación de la memoria histórica, la no repetición de los hechos victimizantes, la aceptación pública de los hechos, el perdón público y el restablecimiento de la dignidad de las víctimas. Es decir que lo que se busca principalmente con esta reparación simbólica es sobre todo no permitir esa clase de perdón amnésico y de dejar en el olvido los crímenes cometidos.
Sin embargo, lo que se puede tornar en debate es el hecho de que muchas veces los Estados toman una u otra de las reparaciones sin tener en cuenta que la reparación simbólica debe ser por ósmosis concebida como complemento de la reparación material y no como su sustituto. 

## Fuente
- UPRIMNY Rodrigo, SAFFON Maria Paula, BOTERO Catalina y RESTREPO Esteban. "¿Justicia transicional sin transición? Verdad, justicia y reparación para Colombia"
- http://www.fiscalia.gov.co/justiciapaz/Imagenes/Documentos/Esquema_Ley975_Justicia_Paz.pdf
- Campbell Collaboration. (2018). Las reuniones de justicia restaurativa en persona son eficaces en función de los costos para reducir la reincidencia y aumentar la satisfacción de las víctimas.

- Datos: Q6105799